# Nomimonyx
Nomimónyx — рід жуків родини Довгоносики (Curculionidae).

## Зовнішній вигляд
Основні ознаки:
- вздовж головотрубки йде тупий кіль і борозенки по обидві боки від нього;
- краї вусикові борозенки віддалені від очей і не торкаються їх країв;
- вершинні членики задніх лапок несуть по два кігтики;
- щиток поміж надкриллями при їх основі добре виражений;

## Спосіб життя
Невідомий, ймовірно, він типовий для Cleonini.

## Географічне поширення
Рід є ендемічним для Південної Африки, в межах якої цілком знаходиться його ареал.

## Класифікація
У цьому роді описаний один вид:
- Nomimonyx perturbans Faust, 1904 — Південна Африка